# Die Ausgestoßenen
Die Ausgestoßenen ist ein deutsches Stummfilmdrama aus dem Jahre 1927 von Martin Berger mit Hans Stüwe und Maly Delschaft in den Hauptrollen. Fritz Kortner übernahm den Part eines widerlichen Erpressers. Als die „Ausgestoßenen“ werden die unschuldigen Kinder von verurteilten Verbrechern bezeichnet, die ihr Schicksal als fürchterliches Erbe ihrer Väter und Mütter ertragen müssen.

## Handlung
Gefängnisdirektor Maroff sieht sich seinem sozialen Gewissen verpflichtet. Er will seine Insassen nicht nur verwahren und die Gesellschaft „da draußen“ vor ihnen schützen, sondern vielmehr seinen Gefangenen eine Perspektive für die Zukunft bieten und deren Kindern ein besseres Leben ermöglichen. Ein besonders schwerer Fall ist der Heidebauer Nadt. Der Sohn eines Diebes hatte aufgrund dieses Makels mit Zurücksetzungen, Missbilligungen und Bösartigkeiten unter seiner Umwelt zu leiden gehabt. Irgendwann kam es schließlich zur Eskalation: Auf einem Tanzvergnügen wurde Nadt geschnitten, und als jemand seine Frau zum Tanz aufforderte, beschimpfte man diesen Wagemutigen wüst. Schließlich wurde es Nadt zu viel, und er schlug in einem Anfall von Zorn einen Anderen nieder, der dabei ums Leben kam. Um sich und seine Familie vor dem Lynchmob zu retten, steckte Nadt damals das Heidegras an und verursachte dadurch auch noch einen Flächenbrand. 
Nadts Weg führte infolgedessen direkt hinter die Gefängnistore Maroffs. Während der Heidebauer in der kargen Kerkerzelle dahinvegetiert, ist seine Frau den Nachstellungen eines Wüstlings hilflos ausgesetzt. Sie entflieht ihrem gewohnten Umfeld und findet Zuflucht in einem armseligen Zimmerchen in einer moralisch verrufenen Straße. Bald sieht Nadts Frau nur noch einen Weg, ihr Kind vor all den auf sie einprasselnden Unbilden zu schützen: Sie folgt dem Rat von Direktor Maroff und gibt es in bessere Hände. Sie weiß, dass sie damit ihren Sohn Hans vermutlich nie mehr wiedersehen wird. Nadt hat derweil im Gefängnis Visionen seiner Freiheit, die in seinen Augen nur vom Gefängnisdirektor verhindert wird. Und so kommt es eines Tages zur Katastrophe: Er ermordet den Gefängnisdirektor und entflieht erst den Gefängnismauern, dann sogar seinem Heimatland.
Nadt junior wächst unter dem Namen Günther Themal auf und wird ein fähiger Arzt. Dennoch lasten die Taten des Vaters wie ein unausgesprochener Fluch auf ihm. Er muss ebenfalls Erniedrigungen erfahren und wird, sobald man von seiner Herkunft erfährt, ausgegrenzt. Er ist wie schon der Vater ein Ausgestoßener. Schließlich entsendet man Dr. Themal als Anstaltsarzt ausgerechnet in dasjenige Gefängnis, dem einst Direktor Maroff vorstand. Sein Anstand und seine Courage bringt ihm schließlich Respekt ein und sogar die Liebe von Maroffs Tochter Else, die er dort kennen lernt und schließlich heiratet. Endlich scheint sich wirkliches Glück im Leben von Nadt junior einzufinden, da taucht der neue Lebensgefährte seiner Mutter auf und beginnt Nadt alias Themal zu erpressen. Um ihren Sohn zu schützen, ergreift seine alt gewordene Mutter das letzte ihr gebliebene Mittel: sie bestreitet, Günthers Mutter zu sein und damit auch die Vaterschaft des verurteilten und nunmehr flüchtigen Totschlägers und Mörders Nadt. Und endlich weichen die Schatten der Vergangenheit von dem Ausgestoßenen, und Themals Mutter kann in Frieden sterben.

## Produktionsnotizen
Die Ausgestoßenen entstand im August und September 1927 im Efa-Atelier sowie in Wintermoor in der Lüneburger Heide. Der Film passierte die Filmzensur am 4. Oktober desselben Jahres und wurde, nach einer Pressevorführung am 30. Oktober, am 1. November 1927 im Primus-Palast öffentlich uraufgeführt. Der für die Jugend verbotene Sechsakter besaß eine Länge von 2313 Meter. 
Die Filmbauten gestaltete Otto Gülstorff.

## Kritiken
Die zeitgenössische Filmkritik war voll des Lobes über Bergers Sozialdrama. Nachfolgend vier Beispiele:
Fritz Rosenfeld widmete im sozialistischen österreichische Tagblatt dem Film einen längeren Essay auf dem Titelblatt und lobte den Film und seinen Macher sehr: „Der Regisseur Martin Berger ist seit langem ein Vorkämpfer des sozialen Films in Deutschland. Er hat … in seinen künstlerischen Absichten von beschränkten Mitteln oft gehemmt, aber immer aufrichtig bestrebt, dem verlogenen bürgerlichen Film den aufrichtigen, wirklichkeitsnahen, sozialen entgegenzusetzen. Was jahrelang zäher Versuch bleiben mußte, wurde nun Erfüllung. Martin Berger konnte mit den „Ausgestoßenen“ ein großes, vollgültiges Filmkunstwerk schaffen. (…) Ein Meisterwerk ist die Photographie dieses Films.; sie fing die Landschaftsbilder so poetisch ein, daß sie wie weiche, von einer geheimen Melodie durchtönte Gemälde wirken.“
Auch die Salzburger Wacht veröffentlichte einen großen Artikel über Bergers Werk. Hier heißt das Fazit: „Martin Berger führte diese sehr geschickt erfundene und gut gesteigerte, packende, aber nicht rührselige Handlung mit eherner Konsequenz durch. Man hat selten einen Film gesehen, der so wenig Konzessionen macht wie dieser, selten einen, der als Regieleistung so geschossen und ausgeglichen ist wie „Die Ausgestoßenen“.“
Malwine Jellinek nannte im Kino-Journal „Die Ausgestoßenen“ ein „wahrhaft ergreifendes Drama von jenen letzten Dingen, die einem furchtbaren Schicksal den Gefühlsunterton verleihen. Unterton, der in allen Zuschauern mitschwingt und tiefe schmerzliche Resonanz erweckt.“
Die Österreichische Film-Zeitung schrieb, „Die Ausgestoßenen“ sei „ein inhaltlich geradezu erschütterndes Drama, das ein grelles Licht auf die soziale Tragik gewisser Schichten wirft. Die ungewöhnliche künstlerische Vollkommenheit dieses Werkes … ist vor allem das große Verdienst der Regie Martin Bergers.“